# Saison 2009-2010 du Real Madrid
Maillots
Chronologie
Saison précédente Saison suivante
La saison 2009-2010 du Real Madrid est la 79e saison consécutive du club madrilène en première division. Le Real dispute alors la Liga, la coupe du Roi et la Ligue des champions.

## Effectif professionnel

### Buteurs (toutes compétitions)
| P  | Joueur               | Liga | Copa del Rey | Ligue des Champions | Total |
| -- | -------------------- | ---- | ------------ | ------------------- | ----- |
| 1  | Cristiano Ronaldo    | 26   | 0            | 7                   | 33    |
| 2  | Gonzalo Higuaín      | 27   | 0            | 2                   | 29    |
| 3  | Kaká                 | 8    | 0            | 1                   | 9     |
| 3  | Karim Benzema        | 8    | 0            | 1                   | 9     |
| 5  | Raúl                 | 5    | 0            | 2                   | 7     |
| 5  | Rafael van der Vaart | 6    | 1            | 0                   | 7     |
| 7  | Sergio Ramos         | 4    | 0            | 0                   | 4     |
| 7  | Marcelo              | 4    | 0            | 0                   | 4     |
| 9  | Guti                 | 2    | 0            | 1                   | 3     |
| 9  | Mbappé               | 3    | 0            | 0                   | 3     |
| 9  | Xabi Alonso          | 3    | 0            | 0                   | 3     |
| 12 | Álvaro Arbeloa       | 2    | 0            | 0                   | 2     |
| 13 | Royston Drenthe      | 0    | 0            | 1                   | 1     |
| 13 | Raúl Albiol          | 0    | 0            | 1                   | 1     |
| 13 | Lassana Diarra       | 1    | 0            | 0                   | 1     |
| 13 | Ruud van Nistelrooy  | 1    | 0            | 0                   | 1     |
| 13 | Pepe                 | 1    | 0            | 0                   | 1     |
| 13 | Ezequiel Garay       | 1    | 0            | 0                   | 1     |

(Les chiffres ci-dessus ne sont valables que pour les matchs officiels)
- Récapitulatif des buteurs madrilènes lors des matchs amicaux de pré-saison 2009
  - 6 buts : Karim Benzema
  - 5 buts : Raúl
  - 3 buts : Arjen Robben, Gonzalo Higuaín et Cristiano Ronaldo
  - 2 buts : Kaká et Esteban Granero
  - 1 but : Lassana Diarra, Christoph Metzelder, Wesley Sneijder et Álvaro Negredo

## Matchs amicaux
| Date       | J.               | Adversaire         | Lieu                                           | Score | Buteurs                                                    |
| ---------- | ---------------- | ------------------ | ---------------------------------------------- | ----- | ---------------------------------------------------------- |
| 20/07/2009 | Match 1          | Shamrock Rovers    | Tallaght Stadium, Dublin                       | 0-1   | Benzema 87e                                                |
| 26/07/2009 | Peace Cup        | Al Ittihad Djeddah | Stade Santiago Bernabéu, Madrid                | 1-1   | Raúl 56e                                                   |
| 28/07/2009 | Peace Cup        | LDU Quito          | Stade Santiago Bernabéu, Madrid                | 4-2   | Ronaldo 48e (pen.) Granero 53e Metzelder 72e Negredo 90+2e |
| 31/07/2009 | Peace Cup        | Juventus           | Stade olympique, Séville                       | 2-1   | Ronaldo 40e (pen.)                                         |
| 09/08/2009 | Tournée US       | Toronto FC         | BMO Field, Toronto                             | 1-5   | Raúl 12e 25e Ronaldo 17e Benzema 65e Robben 85e            |
| 10/08/2009 | Tournée US       | DC United          | RFK Stadium, Washington                        | 0-3   | Higuaín 56e 59e Robben 68e                                 |
| 15/08/2009 | Centenaire RS    | Real Sociedad      | Estadio Anoeta, Saint-Sébastien                | 0-2   | Benzema 48e Sneijder 90e                                   |
| 19/08/2009 | Centenaire Dort. | Borussia Dortmund  | Signal Iduna Park / Westfalenstadion, Dortmund | 0-5   | Granero 3e Robben 48e Higuaín 73e Kaká 76e (pen.) Raúl 89e |
| 24/08/2009 | Troph. Bernabeu  | Rosenborg          | Stade Santiago Bernabéu, Madrid                | 4-0   | Benzema 12e 27e Lass 26e Raúl 55e                          |
| 20/01/2010 | Taci Oil Cup     | KS Gramozi Ersekë  | Ersekë Stadium, Ersekë                         | 1-2   | Kaká 37e Benzema 80e                                       |

## Ligue des champions

### 1ertour
| Date       | J.      | Adversaire             | Lieu                            | Score | Buteurs                                                   |
| ---------- | ------- | ---------------------- | ------------------------------- | ----- | --------------------------------------------------------- |
| 15/09/2009 | Match 1 | FC Zurich              | Stade du Letzigrund, Zurich     | 2-5   | Ronaldo 27e (cf.) 89e (cf.) Raúl 34e Higuaín 45e Guti 90e |
| 30/09/2009 | Match 2 | Olympique de Marseille | Stade Santiago Bernabéu, Madrid | 3-0   | Ronaldo 58e 64e Kaká 61e (pen.)                           |
| 21/10/2009 | Match 3 | AC Milan               | Stade Santiago Bernabéu, Madrid | 2-3   | Raúl 19e Drenthe 76e                                      |
| 03/11/2009 | Match 4 | AC Milan               | Stade San Siro, Milan           | 1-1   | Benzema 29e                                               |
| 25/11/2009 | Match 5 | FC Zurich              | Stade Santiago Bernabéu, Madrid | 1-0   | Higuaín 21e                                               |
| 08/12/2009 | Match 6 | Olympique de Marseille | Stade Vélodrome, Marseille      | 1-3   | Ronaldo 5e (cf.) 80e Albiol 60e                           |

| Rang | Équipe                 | Pts | J | G | N | P | Bp | Bc | Diff |
| ---- | ---------------------- | --- | - | - | - | - | -- | -- | ---- |
| 1    | Real Madrid CF         | 13  | 6 | 4 | 1 | 1 | 15 | 7  | +8   |
| 2    | Milan AC               | 9   | 6 | 2 | 3 | 1 | 8  | 7  | +1   |
| 3    | Olympique de Marseille | 7   | 6 | 2 | 1 | 3 | 10 | 8  | +2   |
| 4    | FC Zurich              | 4   | 6 | 1 | 1 | 4 | 5  | 14 | -9   |

### 1/8 de finale
| Date       | J.     | Adversaire         | Lieu                            | Score | Buteurs    |
| ---------- | ------ | ------------------ | ------------------------------- | ----- | ---------- |
| 16/02/2010 | Aller  | Olympique lyonnais | Stade de Gerland, Lyon          | 1-0   |            |
| 10/03/2010 | Retour | Olympique lyonnais | Stade Santiago Bernabéu, Madrid | 1-1   | Ronaldo 6e |

Le Real Madrid est éliminé par l'Olympique lyonnais en 1/8 de finale.

## Parcours enCoupe d'Espagne de football
| Date       | Tour                        | Adversaire  | Lieu                            | Score | Buteurs           |
| ---------- | --------------------------- | ----------- | ------------------------------- | ----- | ----------------- |
| 27/10/2009 | Seizième de finale (aller)  | AD Alcorcón | Santo Domingo, Alcorcón         | 4-0   |                   |
| 10/11/2009 | Seizième de finale (retour) | AD Alcorcón | Stade Santiago Bernabéu, Madrid | 1-0   | van der Vaart 81e |

Le Real Madrid est éliminé par l'équipe de D3 d'AD Alcorcón en 1/16 de finale.

## Parcours enChampionnat d'Espagne
| Date       | J.  | Adversaire             | Lieu                                   | Score | Buteurs                                                                 |
| ---------- | --- | ---------------------- | -------------------------------------- | ----- | ----------------------------------------------------------------------- |
| 30/08/2009 | J01 | Deportivo La Corogne   | Stade Santiago Bernabéu, Madrid        | 3-2   | Raúl 25e Ronaldo 34e (pen.) Lass 59e                                    |
| 13/09/2009 | J02 | Espanyol Barcelone     | Stade olympique de Montjuic, Barcelone | 0-3   | Granero 39e Guti 77e Ronaldo 90e                                        |
| 20/09/2009 | J03 | Xerez CD               | Stade Santiago Bernabéu, Madrid        | 5-0   | Ronaldo 1re 75e Guti 79e Benzema 82e van Nistelrooy 89e                 |
| 23/09/2009 | J04 | Villarreal CF          | El Madrigal, Vila-real                 | 0-2   | Ronaldo 2e Kaká 73e (pen.)                                              |
| 27/09/2009 | J05 | CD Tenerife            | Stade Santiago Bernabéu, Madrid        | 3-0   | Benzema 47e 58e Kaká 77e                                                |
| 04/10/2009 | J06 | FC Séville             | Sánchez Pizjuán, Séville               | 2-1   | Pepe 48e                                                                |
| 18/10/2009 | J07 | Real Valladolid        | Stade Santiago Bernabéu, Madrid        | 4-2   | Raúl 14e 18e Marcelo 45e Higuaín 79e                                    |
| 25/10/2009 | J08 | Real Sporting de Gijón | El Molinón, Gijón                      | 0-0   |                                                                         |
| 01/11/2009 | J09 | Getafe CF              | Stade Santiago Bernabéu, Madrid        | 2-0   | Higuaín 53e 56e                                                         |
| 08/11/2009 | J10 | Atlético de Madrid     | Stade Vicente Calderón, Madrid         | 2-3   | Kaká 5e Marcelo 25e Higuaín 64e                                         |
| 22/11/2009 | J11 | Racing Santander       | Stade Santiago Bernabéu, Madrid        | 1-0   | Higuaín 22e                                                             |
| 29/11/2009 | J12 | FC Barcelone           | Camp Nou, Barcelone                    | 1-0   |                                                                         |
| 06/12/2009 | J13 | UD Almería             | Stade Santiago Bernabéu, Madrid        | 4-2   | S. Ramos 31e Higuaín 73e Benzema 82e Ronaldo 84e                        |
| 12/12/2009 | J14 | Valence CF             | Estadio de Mestalla, Valence           | 2-3   | Higuaín 54e 65e Garay 83e                                               |
| 20/12/2009 | J15 | Real Saragosse         | Stade Santiago Bernabéu, Madrid        | 6-0   | Higuaín 3e 34e van der Vaart 25e 28e Ronaldo 49e Benzema 71e            |
| 03/01/2010 | J16 | Osasuna Pampelune      | Reyno de Navarra, Pampelune            | 0-0   |                                                                         |
| 10/01/2010 | J17 | RCD Majorque           | Stade Santiago Bernabéu, Madrid        | 2-0   | Higuaín 8e Granero 49e                                                  |
| 17/01/2010 | J18 | Athletic Bilbao        | Stade San Mamés, Bilbao                | 1-0   |                                                                         |
| 24/01/2010 | J19 | Málaga CF              | Stade Santiago Bernabéu, Madrid        | 2-0   | Ronaldo 36e 39e                                                         |
| 30/01/2010 | J20 | Deportivo La Corogne   | Stade du Riazor, La Corogne            | 1-3   | Granero 13e Benzema 40e 90+1e                                           |
| 06/02/2010 | J21 | Espanyol Barcelone     | Stade Santiago Bernabéu, Madrid        | 3-0   | S. Ramos 5e Kaká 30e Higuaín 90e                                        |
| 13/02/2010 | J22 | Xerez CD               | Municipal Chapín, Jerez de la Frontera | 0-3   | Arbeloa 64e Ronaldo 69e 71e                                             |
| 21/02/2010 | J23 | Villarreal CF          | Stade Santiago Bernabéu, Madrid        | 6-2   | Ronaldo 18e (cf.) Kaká 21e (pen.) 79e Higuaín 54e 71e Alonso 87e (pen.) |
| 28/02/2010 | J24 | CD Tenerife            | Heliodoro Rodríguez López, Tenerife    | 1-5   | Higuaín 29e 42e Kaká 48e Ronaldo 80e (pen.) Raúl 90+1e                  |
| 07/03/2010 | J25 | FC Séville             | Stade Santiago Bernabéu, Madrid        | 3-2   | Ronaldo 60e S. Ramos 64e van der Vaart 90+3e                            |
| 14/03/2010 | J26 | Real Valladolid        | Stade José Zorilla, Valladolid         | 1-4   | Ronaldo 28e (cf.) Higuaín 45e 52e 65e                                   |
| 20/03/2010 | J27 | Real Sporting de Gijón | Stade Santiago Bernabéu, Madrid        | 3-1   | van der Vaart 55e Alonso 57e Higuaín 68e                                |
| 25/03/2010 | J28 | Getafe CF              | Coliseum Alfonso Perez, Getafe         | 2-4   | Ronaldo 13e (cf.) 37e Higuaín 20e 23e                                   |
| 28/03/2010 | J29 | Atlético de Madrid     | Stade Santiago Bernabéu, Madrid        | 3-2   | Alonso 49e Arbeloa 55e Higuaín 62e                                      |
| 04/04/2010 | J30 | Racing Santander       | Stade El Sardinero, Santander          | 0-2   | Ronaldo 23e (pen.) Higuaín 76e                                          |
| 10/04/2010 | J31 | FC Barcelone           | Stade Santiago Bernabéu, Madrid        | 0-2   |                                                                         |
| 15/04/2010 | J32 | UD Almería             | Mediterráneos, Almería                 | 1-2   | Ronaldo 27e Van der Vaart 69e                                           |
| 18/04/2010 | J33 | Valence CF             | Stade Santiago Bernabéu, Madrid        | 2-0   | Higuaín 25e Ronaldo 79e                                                 |
| 24/04/2010 | J34 | Real Saragosse         | La Romareda, Saragosse                 | 1-2   | Raúl 50e Kaká 82e                                                       |
| 02/05/2010 | J35 | Osasuna Pampelune      | Stade Santiago Bernabéu, Madrid        | 3-2   | Ronaldo 25e 89e Marcelo 44e                                             |
| 05/05/2010 | J36 | RCD Majorque           | ONO Estadi, Palma de Majorque          | 1-4   | Ronaldo 26e 57e 72e Higuaín 82e                                         |
| 08/05/2010 | J37 | Athletic Bilbao        | Stade Santiago Bernabéu, Madrid        | 5-1   | Ronaldo 22e (pen.) Higuaín 73e S. Ramos 80e Benzema 81e Marcelo 89e     |
| 16/05/2010 | J38 | Málaga CF              | Stade La Rosaleda, Malaga              | 1-1   | Van der Vaart 48e                                                       |